# 박병주 (1977년)
박병주(한국 한자: 朴秉柱, 1977년 10월 5일 ~ )는 대한민국의 축구 선수이다.

## 클럽 경력
대구 FC에서 활약하였다.

## 국가대표팀 경력
1998년 아시안 게임 축구에서 대한민국 축구 국가대표팀의 일원으로 참석하였다.